# Maria Bickesheim

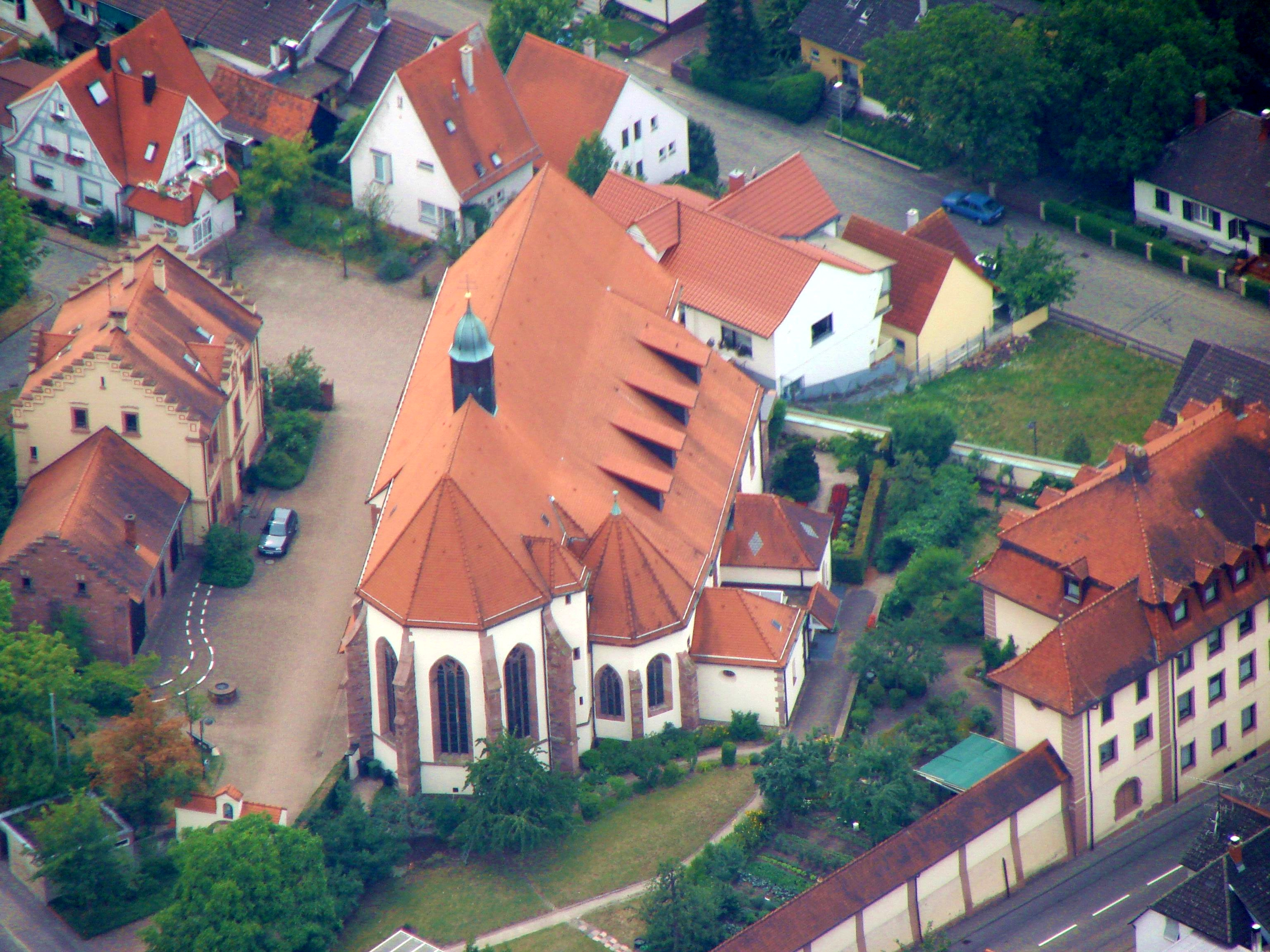
Maria Bickesheim

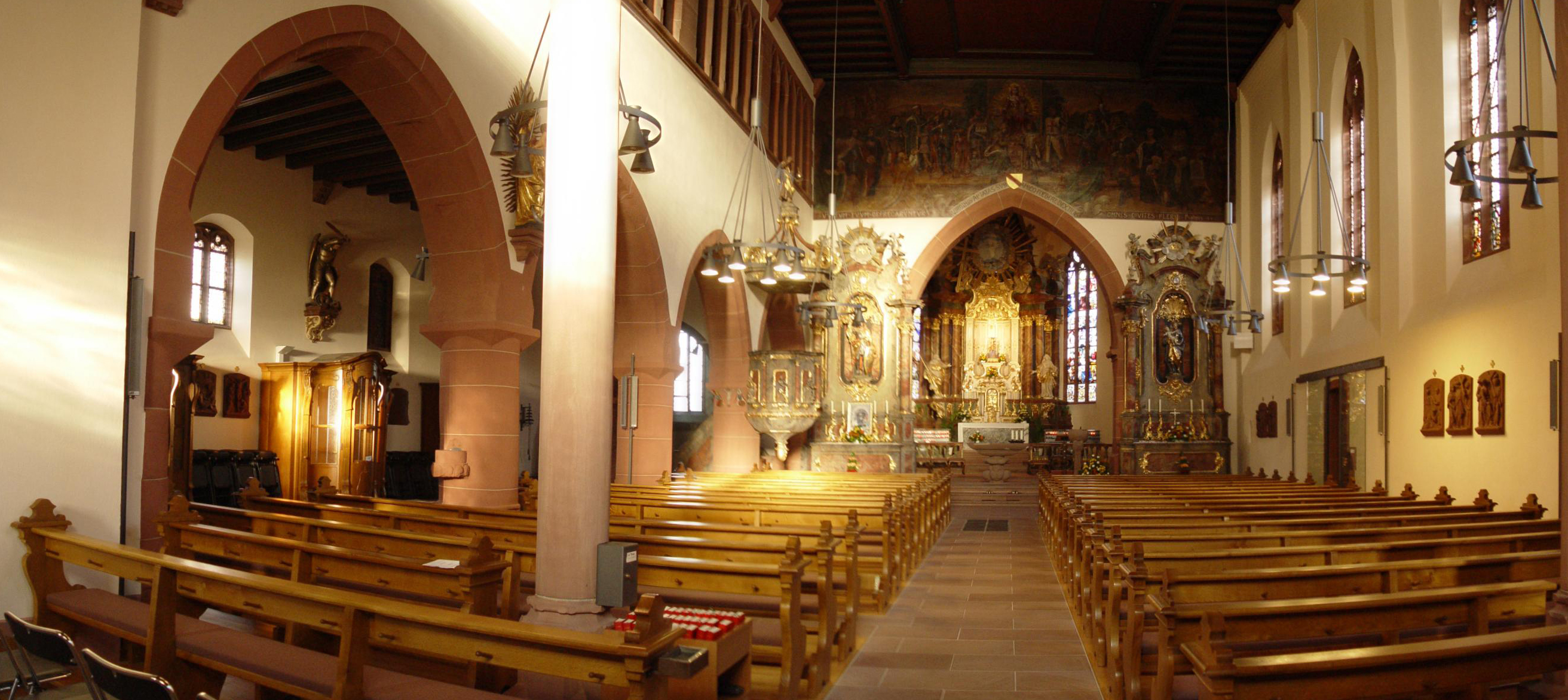
Innenansicht

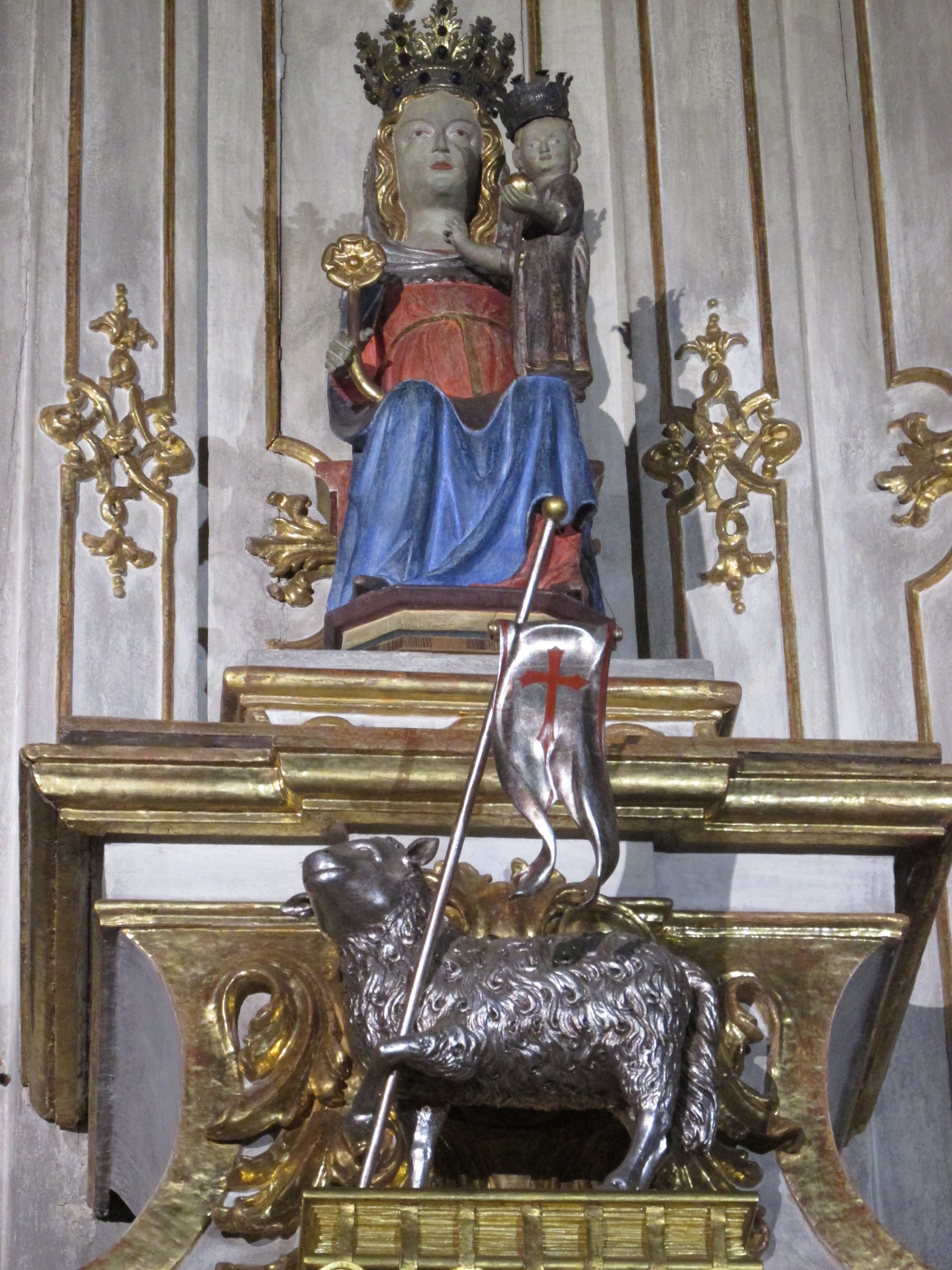
Gnadenbild

Die Kirche Unsere liebe Frau von Bickesheim, genannt Maria Bickesheim, ist eine römisch-katholische Wallfahrtskirche und Pfarrkirche in Bickesheim, einem Stadtteil von Durmersheim im Landkreis Rastatt in Baden-Württemberg. Das Bauwerk ist beim Landesamt für Denkmalpflege Baden-Württemberg als Baudenkmal eingetragen. Die zugehörige Kirchengemeinde St. Bernhard gehört zur römisch-katholischen Kirchengemeinde
Durmersheim - Au am Rhein im Dekanat Rastatt des Erzbistums Freiburg.

## Geschichte und Beschreibung
Der Markgraf von Baden ließ 1243–88 eine Basilika anstelle einer älteren Kapelle errichten, von der noch das Mittelschiff und das nördliche Seitenschiff erhalten sind. Der Obergaden über dem Seitschiff wurde später durch eine Dachschräge ersetzt, die Kirche dadurch zur Pseudobasilika. Unter dieser Dachschäge liegt ein zum Hauptschiff geöffneter weitgehend unbelichteter Raum, der sich als Empore oder auch als Triforium bezeichnen lässt. Im Osten des Mittelschiffs wurde im 15. Jahrhundert ein eingezogener, dreiseitig geschlossener Chor angebaut, der von Strebepfeilern gestützt wird. Eine Renovierung des Inneren und Erweiterung wurde 1908/09 unter der Leitung des Architekten Johannes Schroth durchgeführt.
Der Chor mit Fünfachtelschluss im Osten des Seitenschiffs ist der heiligen Katharina geweiht. In seinem Innenraum befinden sich Wandmalereien aus dem 14. Jahrhundert. Aus dem Dach des Chors erhebt sich ein achteckiger Dachreiter, der mit einer Glockenhaube bedeckt ist.
Zur Kirchenausstattung gehört ein von Martin Eigler dem Älteren geschaffener Hochaltar, in den das Gnadenbild, die Skulptur einer sitzenden Madonna mit Kind, integriert ist. 
Die Orgel wurde 1984 von der Firma Mönch Orgelbau gebaut. Dabei wurden mehrere Register der 1912 von Friedrich Wilhelm Schwarz gebauten Vorgängerorgel sowie das Orgelgehäuse übernommen. Dieses stammt von einer noch älteren Orgel, die Ignaz Seuffert 1785 für eine andere Kirche gebaut hatte. Das Instrument hat einen Umfang von 23 Registern auf zwei Manualen und Pedal.
An der äußeren Südseite des Chors befindet sich das Grab von Engelbert Kleiser, langjähriger, 1931 verstorbener blinder Pfarrer an der Kirche Maria Bickesheim, der auch als der deutsche Pfarrer von Ars bezeichnet wurde und teilweise wie ein Heiliger verehrt wurde und wird.